# Gryllus bimaculatus

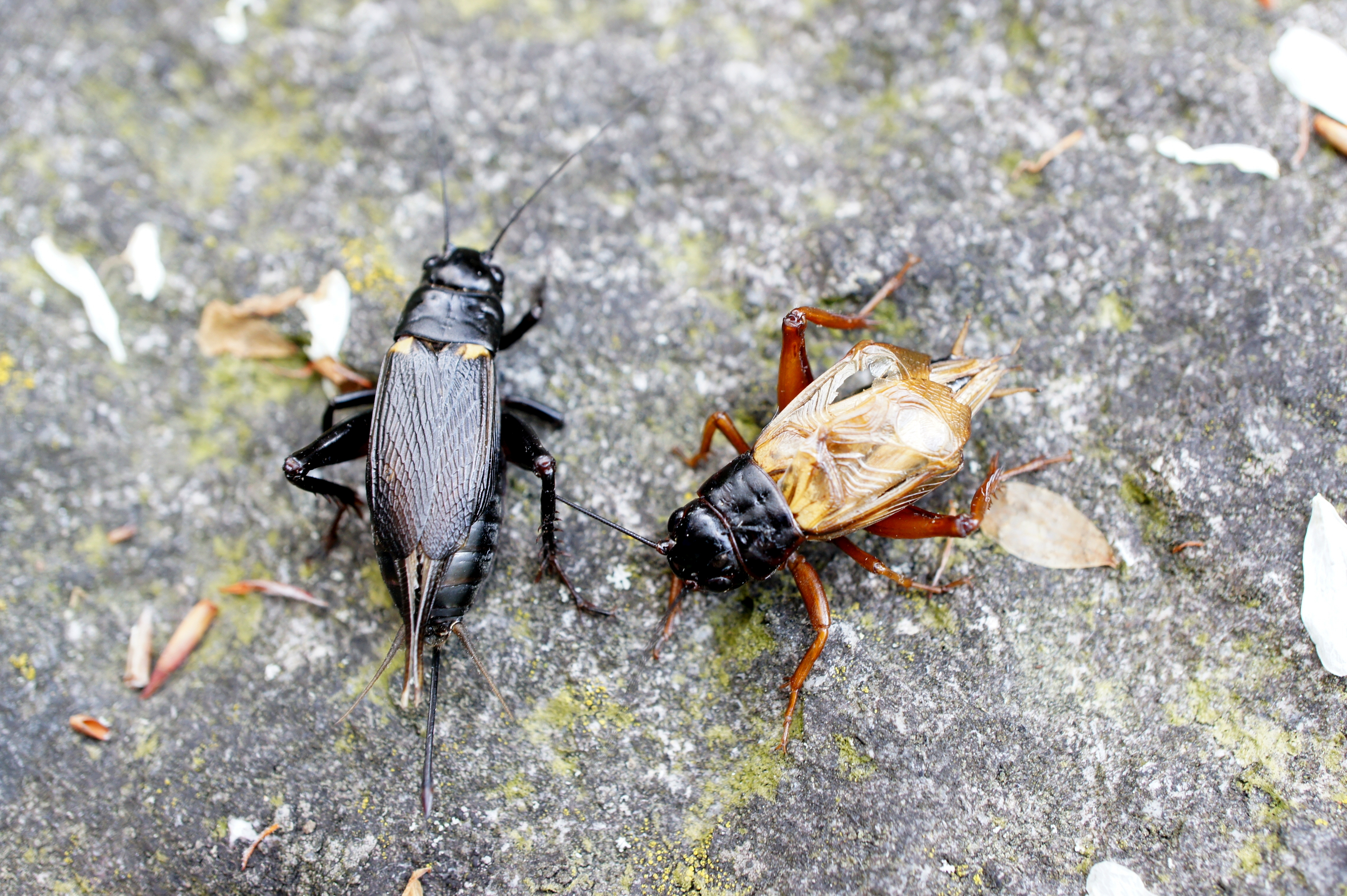
Самка и самец.

Gryllus bimaculatus (лат.) — вид прямокрылых насекомых из семейства сверчков. Широко распространён как в естественных, так и в искусственных условиях. Разводится для кормления домашних животных и животных в зоопарках.

## Распространение
Африка, Европа, Азия, Северная Америка.

## Описание
Сверчки чёрного цвета (задние бёдра светлее на внутренней поверхности), у самцов желтоватая область между пронотумом и надкрыльями и светлые ноги (некоторые самцы коричневые). Отличаются от близких видов (Gryllus campestris, Gryllus locorojo) особенностями морфологии (крупные и средние размеры около 2 см, блестящая переднеспинка, короткие задние бёдра), ДНК и акустической коммуникации (пения). Доминантная частота акустической сигнализации 4633-5816 Гц. Вид был впервые описан в 1773 году, а его валидный статус подтверждён в ходе ревизии, проведённой в 2019 году американскими энтомологами Дэвидом Вейссманом (David B. Weissman; Department of Entomology, Калифорнийская академия наук, Золотые ворота, Сан-Франциско, США) и Дэвидом Грэем (David A. Gray; Department of Biology, Университет штата Калифорния, Northridge, Калифорния).